# 大忠臣蔵 (1994年のテレビドラマ)
『大忠臣蔵』（だいちゅうしんぐら）は、TBS系で1994年1月1日にTBS大型時代劇スペシャルとして放送されたテレビドラマ。

## キャスト

### 赤穂浪士
- 大石内蔵助 - 松方弘樹
- 片岡源五右衛門 - 近藤真彦
- 堀部安兵衛 - 役所広司
- 前原伊助 - 京本政樹
- 不破数右衛門 - 夏八木勲
- 原惣右衛門 - 川谷拓三
- 吉田忠左衛門 - 高橋悦史
- 小野寺十内 - 井川比佐志
- 堀部弥兵衛 - 浜村純
- 大高源五 - 羽賀研二
- 矢頭右衛門七 - 内海光司
- 大石主税 - 松岡昌宏
- 岡野金右衛門 - 倉田てつを
- 磯貝十郎左衛門 - 佐野圭亮
- 神崎与五郎 - 伊藤敏八
- 菅谷半之丞 - 立川三貴
- 近松勘六 - 佐藤仁哉
- 三村次郎左衛門 - 武野功雄
- 奥田孫太夫 - 原田清人
- 岡島八十右衛門 - 中嶋俊一

### 赤穂藩関係者
- 浅野内匠頭 - 東山紀之
- 瑤泉院 - 若村麻由美
- りく - 十朱幸代
- ほり - 池上季実子
- 大石吉千代 - 目黒大樹
- 大石くう - 目黒仁美
- 艶（岡野金右衛門の恋人） - 渡辺梓
- 平兵衛（艶の父） - 中村嘉葎雄
- 丹（小野寺十内の妻） - 長山藍子
- 戸田局（瑤泉院の側近） - 二宮さよ子
- 惣右衛門の室 - 中島唱子
- 高田郡兵衛 - 本田博太郎
- 大野九郎兵衛 - 穂積隆信
- 萱野三平 - 赤羽秀之
- 八助 - 武藤章生

### 吉良家関係者
- 吉良上野介 - 西村晃
- 清水一学 - 西岡徳馬
- 小林平八郎 - 中尾彬

### 幕府関係者
- 柳沢吉保 - 神山繁
- 土屋主税 - 渡瀬恒彦
- 多門伝八郎 - 津川雅彦
- 梶川与惣兵衛 - 石立鉄男
- 庄田安利 - 和崎俊哉

### その他
- 夕霧太夫 - 黒木瞳
- 上杉綱憲 - 池畑慎之介
- 色部又四郎 - 若林豪
- 畳屋・留造 - 梅宮辰夫
- 宝井其角 - ケーシー高峰
- 田村右京太夫 - 波多野博
- 立花左近 - 里見浩太朗
- 脇坂安照 - 萬屋錦之介 ※特別出演
- 長屋の住人 - 内村光良、南原清隆
- ぬい - 水野真紀
- 中野みゆき
- 近藤洋介
- 赤座美代子
- 西田健
- 桂ざこば
- 山村紅葉
- 及川麻衣
- 品川隆二
- 志賀勝
- 六平直政
- 原口剛
- 海野圭子
- 芹沢名人
- 山内としお

## スタッフ
- 監督 - 舛田利雄
- 脚本 - 塙五郎
- 音楽 - 横山菁児
- 語り - 清水綋治
- 主題歌 - 永井龍雲「飛鳥」
- 助監督 - 比嘉一郎、中川裕介、橋本一
- 技斗 - 土井淳之佑
- 特技 - ジャパン・アクション・クラブ
- 現像・テレシネ - IMAGICA
- 製作 - 日下部五朗
- 企画 - 佐伯明
- プロデューサー - 亀岡正人、小林由幸、内野健
- 製作 - TBS、東映

| スタブアイコン | サブスタブ | この項目は、まだ閲覧者の調べものの参照としては役立たない、テレビ番組に関連した書きかけの項目です。この項目を加筆・訂正などしてくださる協力者を求めています（P:テレビ/PJ:放送または配信の番組）。 |